# Бел (окръг, Кентъки)
Вижте пояснителната страница за други значения на Бел.
Окръг Бел (на английски: Bell County) е окръг в щата Кентъки, Съединени американски щати. Площта му е 935 km², а населението - 30 060 души (2000). Административен център е град Пайнвил.